# Victor Manuel Rita da Fonseca Lima
Víctor Manuel Rita da Fonseca Lima es un diplomático angoleño.
- De 1983 a 1991 fue asistente del Gabinete del Presidente de la República de Angola Marcolino Moco.
- De 1978 a 1983 fue jefe de protcoló de embajada en Moscú bajo el embajador Carlos Antonio Fernandes en la entonces Unión Soviética.
- De 1991 a 2000 fue: asesor Secretario del presidente de la República angoleña. Ha participado en numerosas cumbres internacionales.
  - Participación en la Asamblea General de la ONU,
  - Participación en diversas reuniones del Consejo de Seguridad de la ONU sobre el Proceso de Paz en Angola.
  - Participación en las Cumbres de la Comunidad de Desarrollo de África Austral.
  - Participación en Cumbres Regionales Africanas;
  - Participación en Coferencias Internacionales: Cumbre Europa-África
- Del 15 de diciembre de 2000 a 2006 fue embajador en Tokio (Japón) y a partir del 22 de enero de 2001 con coacredición en Seúl en Corea del Sur.
- Del 01 de agosto de 2008 al 29 de enero de 2009 fue embajador en París (Francia).
- Desde el 29 de enero de 2009 24 de septiembre de 2009 es embajador en Madrid.[3]